# Rory Best
Rory David Best OBE (* 15. August 1982 in Craigavon, County Armagh, Nordirland) ist ein nicht mehr aktiver nordirischer Rugby-Union-Spieler. Er spielte auf der Position des Haklers.
Best besuchte die Schule in Portadown und studierte Landwirtschaft an der Newcastle University. Dort spielte er für die Newcastle Falcons. Von 2002 an spielte er für die Belfast Harlequins. 2004 wurde Best erstmals in die Rugby-Union-Mannschaft von Ulster berufen, die in der Pro14 spielt. Seither hat er dort 124 Einsätze absolviert und 60 Punkte erzielt. Von 2007/08 bis 2019 war er Kapitän der Mannschaft; er übernahm dieses Amt von seinem Bruder Simon Best.
Im November 2005 debütierte Best in der irischen Rugby-Union-Nationalmannschaft. Er hat für Irland in 124 Spielen 60 Punkte erzielt. Er war im irischen Kader bei der Rugby-Union-Weltmeisterschaft 2007, 2011, 2015 und der Rugby-Union-Weltmeisterschaft 2019 und gewann mit Irland 2007 die Triple Crown und die Six Nations 2009.